# Вулластон
Вулластон (англ. Wollaston Lake) — велике прісноводне озеро у провінції Саскачеван (Канада).
Розташоване на північному сході провінції. Одне з великих озер Канади — площа водної поверхні 2286 км², загальна площа — 2681 км², третє за величиною озеро в провінції Саскачеван. Довжина озера становить 112 км, максимальна ширина — 40 км. Висота над рівнем моря 398 метрів. Покрито льодом з листопада по червень. Озеро Вулластон було відкрито Пітером Фідлером приблизно у 1800 році і пізніше використовувалося торговцями хутром як транспортний коридор через вододіл між двома річковими системами. Названо на честь англійського хіміка  Вільяма Волластона полярним дослідником Джоном Франкліном у 1821 році.
Єдине село на березі озера також називається Вулластон-Лейк (1250 жителів) і знаходиться на східному березі озера. Уздовж західного берега озера проходить всепогодне шосе 905, для зручності транспортного сполучення в зимовий час берега озера з'єднуються зимником.
Основне живлення від річки Гікі, що впадає в озеро з південного заходу.
Озеро Вулластон унікальне тим, що це найбільше озеро у світі яке розташоване на вододілі. Озеро має природний стік як у басейн річки  Маккензі так і у басейн річки  Черчилл. Стік із озера на північний захід через річку Фон-дю-Лак, озера Хатчет, Блек-Лейк,  Атабаска, річки Невільнича і Маккензі в Північний Льодовитий океан. Стік із північно-східного кута озера через річку Кокран в озеро Оленяче, потім через систему річки Черчилл в Гудзонову затоку .
На озері розвинене спортивне і любительське рибальство. Спеціалізація — судак канадський, щука, пструг струмковий, харіус сибірський.